# Anomaloglossus stepheni
Espèce
Synonymes
- Colostethus stepheni Martins, 1989

Statut de conservation UICN

 LC  : Préoccupation mineure
Anomaloglossus stepheni est une espèce d'amphibiens de la famille des Aromobatidae.

## Répartition
Cette espèce se rencontre en Guyane, au Suriname et en Amazonas au Brésil.

## Étymologie
Cette espèce est nommée en l'honneur de Stephen R. Edwards.

## Publication originale
- Martins, 1989 : Nova espécie de Colostethus da Amazônia Central (Amphibia: Dendrobatidae). Revista Brasileira de Biologia,  vol. 49, no 4, p. 1009-1012.